# Jurgen Ekkelenkamp
Jurgen Ekkelenkamp là một nam cầu thủ bóng đá Hà Lan. Anh chơi cho Ajax.

## Sự nghiệp câu lạc bộ
Ekkelenkamp đã ra mắt chuyên nghiệp trong Eerste Divisie cho Jong Ajax vào ngày 9 tháng 4 năm 2018 trong trận đấu với FC Den Bosch. Eredivisie ra mắt cho Ajax sau ngày 19 tháng 4 năm 2018 trong trận đấu với VVV-Venlo.